# Charles Russell (rugbyspeler)
Charles Joseph Russell (Petersham, 5 december 1884 - Sydney, 15 mei 1957) was een Australisch rugbyspeler.

## Carrière
Tijdens de Olympische Zomerspelen 1908 werd hij met zijn ploeggenoten kampioen. Russell speelde als wing. Russel maakte de overstap naar Rugby League en won in 
1910 het kampioenschap van New South Wales en in 1933 als coach

## Erelijst

### Met Australazië
- Olympische Zomerspelen:  1908